# Nokia Lumia 610
Il Nokia Lumia 610 è uno smartphone prodotto da Nokia in partnership con Microsoft; è il quarto modello della serie Lumia.
Il Lumia 610 è basato sul sistema operativo Windows Phone 7.5 di Microsoft, successivamente aggiornato a Windows Phone 7.8 (non aggiornabile a Windows Phone 8). Dispone di un display da 3,7 pollici con tecnologia IIPS LCD (risoluzione WVGA 800 x 480 pixel) e touch screen capacitivo. Possiede una memoria da 8 GB non espandibile e una RAM di 256 MB. Disponibile in quattro colori (bianco, nero, viola e ciano) è dotato di un processore Qualcomm Snapdragon S2 da 800 MHz single core. Ha una sola fotocamera da 5 megapixel (risoluzione 2592 x 1944 pixel), autofocus con tasto di acquisizione bifasico con Flash Led.
È stato presentato il 27 febbraio 2012 al Mobile World Congress di Barcellona. In Italia è uscito il 16 maggio 2012 al prezzo ufficiale di 199 €.
Prodotto dal design gradevole e di dimensioni contenute, tuttavia eccessivamente povero dal punto di vista delle dotazioni tecniche anche visto anche il prezzo iniziale, ha avuto scarsa diffusione di mercato ed è stato prematuramente abbandonato anche per quanto riguarda gli aggiornamenti software.

## Confezione
- Nokia Lumia 610
- Batteria 1300 mAh
- Auricolari stereo Nokia
- Caricabatteria Nokia con porta USB/MicroUSB
- Guida
- Manuale d'istruzioni